# Crucea Comemorativă a Atamanului Kusher

Crucea Comemorativă a Atamanului Kusher

Crucea Comemorativă a Atamanului Kusher - revers

Crucea Comemorativă a Atamanului Kusher - suport

Crucea Comemorativă a Atamanului Kusher" este una dintre decorațiile căzăcești din auto-proclamata Republică Moldovenească Nistreană. 

## Descriere
Crucea Comemorativă a Atamanului Kusher a fost înființată pentru a-l comemora pe atamanul cazacilor Mării Negre, colonelul Alexandr Kusher (1947-1992), care a fost ucis în scurtul dar sângerosul război civil din iunie 1992 din Republica Moldova (dintre trupele Ministerului Afacerilor Interne ale Republicii Moldova și trupele separatiste ale Transnistriei, sprijinite de Armata a XIV-a rusă și de câteva brigăzi ale Cazacilor Mării Negre), în luptele pentru ocuparea orașului Tighina (Bender). 
Ea este conferită doar acelor cazaci care au luptat alături de ataman, fiind o decorație foare rară, fiind confecționată în municipiul Chișinău în doar 500 exemplare. Pe lângă cazaci, au mai fost decorați în mod excepțional generalul rus Alexandr Lebed, comandant al Armatei a XIV-a a URSS, care a acordat sprijin militar separatiștilor și Igor Smirnov, președintele auto-proclamatei Republici Moldovenești Nistrene. 